# Bình Bá
Bình Bá (chữ Hán giản thể: 平坝区, bính âm: Píngbà Qū, âm Hán Việt: Bình Bá khu) là một huyện thuộc địa cấp thị An Thuận, tỉnh Quý Châu, Cộng hòa Nhân dân Trung Hoa. Huyện này có dân số năm 1999 là: 332.278 người.
Khoảng 27% là người dân tộc thiểu số. Mã số bưu chính của Bình Bá là 561100
Thời Thục Hán có tên là Đông Khê.